# UFC Fight Night: Holm vs. Vieira
 UFC Fight Night: Holm vs. Vieira (conosciuto anche come UFC Fight Night 206, oppure UFC on ESPN+ 64, o anche UFC Vegas 55)  è stato un evento di arti marziali miste tenuto dalla Ultimate Fighting Championship il 21 maggio 2022 all'UFC Apex di Las Vegas, negli Stati Uniti.

## Risultati
|                  | Divisione             |                   |                 |                      | Metodo                                      | Round           | Tempo           | Premio          |
| Card Principale  | Card Principale       | Card Principale   | Card Principale | Card Principale      | Card Principale                             | Card Principale | Card Principale | Card Principale |
| ---------------- | --------------------- | ----------------- | --------------- | -------------------- | ------------------------------------------- | --------------- | --------------- | --------------- |
|                  | Pesi gallo femminili  | Ketlen Vieira     | batte           | Holly Holm           | Decisione non unanime (47–48, 48–47, 48–47) | 5               | 5:00            |                 |
|                  | Pesi welter           | Michel Pereira    | batte           | Santiago Ponzinibbio | Decisione non unanime (28–29, 30–27, 29–28) | 3               | 5:00            | FOTN            |
|                  | Pesi medi             | Chidi Njokuani    | batte           | Duško Todorović      | KO (gomitata)                               | 1               | 4:48            | POTN            |
|                  | Pesi paglia femminili | Tabatha Ricci     | batte           | Polyana Viana        | Decisione unanime (29–28, 29–28, 29–28)     | 3               | 5:00            |                 |
|                  | Pesi medi             | Jun Yong Park     | batte           | Eryk Anders          | Decisione non unanime (28–29, 29–28, 29–28) | 3               | 5:00            |                 |
| Card Preliminare |                       |                   |                 |                      |                                             |                 |                 |                 |
|                  | Pesi medi             | Joseph Holmes     | batte           | Alen Amedovski       | Sottomissione (rear-naked choke)            | 1               | 1:04            |                 |
|                  | Pesi massimi          | Jailton Almeida   | batte           | Parker Porter        | Sottomissione (rear-naked choke)            | 1               | 4:35            |                 |
|                  | Pesi leggeri          | Uroš Medić        | batte           | Omar Morales         | KO tecnico (pugni)                          | 2               | 3:05            |                 |
|                  | Pesi gallo            | Jonathan Martinez | batte           | Vince Morales        | Decisione unanime (30–27, 30–27, 30–27)     | 3               | 5:00            |                 |
|                  | Pesi piuma            | Chase Hooper      | batte           | Felipe Colares       | KO tecnico (pugni)                          | 3               | 3:00            | POTN            |
|                  | Pesi paglia femminili | Sam Hughes        | batte           | Elise Reed           | KO tecnico (gomitata e pugni)               | 3               | 3:52            |                 |

## Premi
I lottatori premiati ricevettero un bonus di 50.000 dollari.
Legenda:
- FOTN: Fight of the Night (vengono premiati entrambi gli atleti per il miglior incontro dell'evento)
- POTN: Performance of the Night (viene premiato il vincitore per la migliore performance dell'evento)